# فرودگاه همت-ریان
فرودگاه همت-ریان (به انگلیسی: Hemet-Ryan Airport) یک فرودگاه همگانی بهره‌برداری هوایی با کد یاتا HMT است که یک باند فرود آسفالت دارد و طول باند آن ۱۳۱۵ متر است. این فرودگاه در شهر همت، کالیفرنیا کشور ایالات متحده آمریکا قرار دارد و در ارتفاع ۴۶۱ متری از سطح دریا واقع شده‌است.